# Bill Musselman
Pour les articles homonymes, voir Musselman.
 (mars 2016).
Si vous disposez d'ouvrages ou d'articles de référence ou si vous connaissez des sites web de qualité traitant du thème abordé ici, merci de compléter l'article en donnant les références utiles à sa vérifiabilité et en les liant à la section « Notes et références ».
William Clifford (Bill) Musselman, né le 13 août 1940 à Wooster dans l'Ohio et mort le 5 mai 2000 à Rochester dans le Minnesota, est un entraîneur américain de basket-ball ayant officié dans les plus importantes ligues du pays. Son fils, Eric Musselman, est également entraîneur de basket-ball de haut niveau.

## Carrière
- 1963 - 1964 : Kent State University High School
- 1964 - 1971 : Ashland University (NCAA)
- 1971 - 1975 : Minnesota Golden Gophers (NCAA)
- 1975 - 1975[1] : San Diego Sails (ABA)
- 1975 - 1976 : Virginia Squires (ABA)
- 1978 - 1979 : Reno Bighorns (WBA)
- 1980 - 1981 : Cleveland Cavaliers (NBA)
- 1982 - 1983 : Cleveland Cavaliers (NBA)
- 1983 - 1983[2] : Sarasota Stingers (CBA)
- 1984 - 1987 : Tampa Bay Thrillers puis Rapid City Thrillers (CBA)
- 1987 - 1988 : Albany Patroons (CBA)
- 1988 - 1991 : Minnesota Timberwolves (NBA)
- 1993 - 1994 : Rochester Renegade (CBA)
- 1995 - 1999 : South Alabama Jaguars (NCAA)
- 1999 - 2000 : Portland Trail Blazers (NBA)